# The Party's Just Begun
The Party's Just Begun è un singolo di genere hip hop tratto dall'album The Cheetah Girls 2, che costituisce la colonna sonora del film The Cheetah Girls 2.
La canzone è stata scritta e prodotta da Matthew Gerrard e Robbie Nevil.

## Produzione
Il singolo è stato presentato ufficialmente in anteprima su Radio Disney il 5 giugno 2006 ed è stato pubblicato ufficialmente per il download digitale l'11 luglio dello stesso anno.
Nel settembre 2006 il singolo è entrato nella classifica Billboard Hot 100, permanendovi per 2 settimane consecutive, durante le quali si è dapprima piazzato alla posizione nº 94 ed in seguito salito alla posizione nº 85.
La versione registrata della canzone prevedeva Raven-Symoné alla voce solista, con improvvisazioni di Adrienne Bailon e voci di sottofondo di Sabrina Bryan e Kiely Williams. Tutte le ragazze avevano 4 strofe da solista all'interno della canzone, ma causa delle assenze di Symoné, i suoi versi vennero riassegnati a Bryan e Williams. Sia Bailon che Williams cantano il ritornello con la voce di sottofondo di Bryan. Solo in seguito Symoné si è unita alle altre 3 ragazze per eseguire la canzone dal vivo nella trasmissione televisiva Good Morning America, costituendo così la prima e unica volta in cui tutte e quattro le ragazze la cantano dal vivo insieme.
La versione italiana della canzone è intitolata La festa è intorno a noi ed è cantata da Ambra Lo Faro (meglio nota come Mafy), attrice della serie TV di Disney Channel Quelli dell'intervallo.
Il remix ufficiale della canzone, noto come "Ming Remix", è stato originariamente pubblicato all'interno dell'EP digitale di The Party's Just Begun e successivamente pubblicato come singolo promozionale il 10 febbraio 2009.

## Video musicale
Il video musicale di The Party's Just Begun è stato ricavato da alcuni spezzoni tratti dal film The Cheetah Girls 2 in cui viene eseguito il brano ed è stato presentato in anteprima il 22 giugno 2006 su Disney Channel.

## Tracce
CD promo Europa (2006)
1. The Party's Just Begun – 3:10

CD Europa (2007)
1. The Party's Just Begun – 3:10
2. Strut (Remix) – 3:11

EP digitale (2007)
1. The Party's Just Begun – 3:11
2. Strut (Remix) – 3:12
3. The Party's Just Begun (Ming Remix) – 3:04

CD Australia (2007)
1. The Party's Just Begun – 3:10
2. Strut (Remix) – 3:11

## Classifiche
| Classifica (2006-2007)                | Posizione massima |
| ------------------------------------- | ----------------- |
| Australia (ARIA Charts)               | 72                |
| Nuova Zelanda (Recorded Music NZ)     | 13                |
| Regno Unito (UK Singles Chart Top 75) | 53                |
| USA (Billboard Hot 100)               | 85                |
| USA (Billboard Pop 100)               | 62                |